# Miguel Treviño Morales
Miguel Ángel Treviño Morales (Nuevo Laredo, Tamaulipas; 18 de noviembre de 1970), comúnmente conocido por su alias Z-40, es un ex narcotraficante mexicano líder de la organización criminal conocida como Los Zetas actual CDN (Cartel del Noreste) Considerado un criminal violento y peligroso, fue uno de los capos de la droga más buscados de México hasta su arresto en julio de 2013 y extraditado a Estados Unidos el 27 de febrero de 2025..
Nacido en una familia con seis hermanos y seis hermanas, Treviño Morales comenzó su carrera criminal cuando era adolescente, trabajando para Los Tejas, una pandilla local de su ciudad natal de Nuevo Laredo, Tamaulipas. Su inglés fluido y su experiencia transportando contrabando a lo largo de la frontera entre Estados Unidos y México le permitieron ser reclutado a fines de la década de 1990 por el narcotraficante Osiel Cárdenas Guillén, quien encabezaba el Cartel del Golfo y Los Zetas. Alrededor de 2005, fue nombrado jefe regional de Los Zetas en Nuevo Laredo y se le dio la tarea de combatir a las fuerzas del Cartel de Sinaloa, que intentaban apoderarse de las lucrativas rutas del narcotráfico hacia Estados Unidos. Luego de asegurar con éxito estas rutas en Nuevo Laredo en 2006, Treviño Morales fue trasladado a Veracruz y nombrado líder de Los Zetas en el estado tras la muerte del narcotraficante Efraín Teodoro Torres. Dos años después, su jefe Heriberto Lazcano Lazcano lo envió a Guatemala para rematar a sus competidores; Después de completar con éxito la tarea, nombró a Treviño Morales como comandante nacional de Los Zetas en 2008. En 2010, Los Zetas se independizaron del Cartel del Golfo, sus antiguos aliados, y ambas organizaciones entraron en guerra entre sí.
Como comandante nacional de Los Zetas, Treviño Morales se ganó una notoria reputación por intimidar a funcionarios y ciudadanos en todo México. Las autoridades mexicanas creen que él es responsable de una parte importante de la violencia en México, incluido el asesinato de 72 migrantes en 2010 y la masacre de 193 personas en 2011. Un método de tortura común en él, se conocía como el guiso (estofado), en el que las víctimas eran arrojadas a barriles de petróleo, rociadas con gasolina o diesel y quemadas vivas. Tras la muerte de su jefe Lazcano Lazcano en octubre de 2012, Treviño Morales se convirtió en su sucesor y máximo líder de "Los Zetas" en medio de una lucha de poder interna dentro de la organización.
Los infantes de marina mexicanos arrestaron a Treviño Morales el 15 de julio de 2013 en el estado de Nuevo León sin que se disparara una sola bala. En el momento de su captura, el gobierno mexicano ofrecía una recompensa de hasta 30 millones de pesos (2,3 millones de dólares) por información que condujera a su arresto. El Departamento de Estado de los Estados Unidos ofrecía hasta 5 millones de dólares por información que condujera a su arresto y condena. Existe, sin embargo, un registro de arresto, del 4 de diciembre de 2021, de un "Miguel Ángel Treviño Morales", alias "40", en la Corte Distrital Oeste de Texas  Las autoridades de ambos lados de la frontera creen que fue sucedido por su hermano menor Omar Treviño Morales, un hombre que también estaba en la lista de los más buscados.

## Primeros años
Miguel Ángel Treviño Morales nació el 18 de noviembre de 1970 en Nuevo Laredo, Tamaulipas, México. Sus padres, Rodolfo Treviño y María Arcelia Morales, crearon una gran familia con seis hijas y siete hijos, entre ellos Miguel. Como muchas familias a lo largo de la frontera entre Estados Unidos y México, la familia Treviño viajó de México a Estados Unidos y viceversa, donde compraron propiedades y abrieron varios negocios. Su padre abandonó a su familia a una edad muy temprana, lo que obligó a Treviño Morales a criar a toda la familia sin ayuda de nadie. Treviño Morales creció en un vecindario de clase baja en Nuevo Laredo, pero cuando era adolescente, trabajó para los ricos arreglando sus patios y lavando sus autos. También hizo tareas del capo local de la droga Héctor Manuel Sauceda Gamboa (alias El Karis), quien luego se convirtió en su mentor; Treviño Morales finalmente lo reemplazó como líder de Los Zetas en Nuevo Laredo. Treviño Morales creció sin que le gustara la disparidad de clases en México y desarrolló tanto resentimiento como para explicar parcialmente su comportamiento violento como adulto. Treviño Morales frecuentaba Dallas, Texas con su familia. En 1993, fue detenido en el condado de Dallas y acusado de evitar el arresto policial, después de haber intentado perder a los policías en una persecución policial que terminó en un callejón sin salida. Pagó una multa de 672 dólares y posteriormente fue liberado de la prisión del condado. Se conocen pocos detalles de la vida de Treviño Morales en Dallas; las autoridades estadounidenses creen que aprendió sobre "el poder, el dinero, las armas y el vasto mercado de consumidores de drogas ilegales" mientras vivía en Texas. También creen que percibió un sesgo antimexicano entre los estadounidenses, y especialmente hacia los inmigrantes mexicanos como él. Sin embargo, Treviño Morales consideraba a Dallas su hogar debido a su gran red familiar que vive en los alrededores. Según investigadores estadounidenses, fue visto por última vez en el área de Dallas en 2005 después de ingresar ilegalmente a Estados Unidos, donde visitó a su familia y se dice que estuvo en un club de hombres.

## Solicitudes de extradición y controversias sobre la identidad de Miguel Treviño Morales
El Departamento de Justicia de Estados Unidos ha solicitado la extradición de Miguel Treviño en diversas ocasiones. Las primeras solicitudes datan de 2013 y en 2015. Nueve años después, el 16 de octubre de 2024, el embajador de Estados Unidos en México, Ken Salazar, anunció una nueva acusación formal en el Distrito de Columbia. Sin embargo, las solicitudes no han procedido debido a diversas resoluciones judiciales acerca de la identidad del detenido. El 17 de septiembre de 2024, en conferencia de prensa, los abogados de Miguel Ángel Treviño Morales habían denunciado que el detenido no es el líder de Los Zetas sino un homónimo acusado por la entonces Fiscalía General de la República. Sobre esta controversia existe un dictamen elaborado el 25 de septiembre de 2014 y referente a la causa penal 68/2012 radicada en el Estado de México, donde a partir de declaraciones de testigos y de una sesión fotográfica llevada a cabo el 10 de septiembre de 2014 en el Centro Federal de Readaptación Social núm. 2 "Occidente", en Puente Grande, Jalisco, se llegó a la conclusión de que las características mencionadas por diversos testigos, como tatuajes, complexión y heridas, no coinciden con las características del detenido, por lo que se concluyó que se trataba de dos personas diferentes.
Otro documento que apoya esta versión es la existencia de un récord en la Corte Distrital Oeste de Texas de la detención de un mexicano llamado “Miguel Ángel Treviño Morales AKA 40”, acaecida el 4 de diciembre de 2012. En la ficha de la corte de Texas se lee que el detenido es de nacionalidad "Mexicana" y que estuvo detenido en la cárcel de Bastrop County por la acusación de “Conspiración para el Lavado de Instrumentos Monetarios”.
Al respecto la defensa cuenta con la sentencia dictada en la causa penal 02/2008, del juzgado 10º del distrito del Estado de Tamaulipas y el toca penal 24/2019 del Séptimo Tribunal Unitario del estado de Tamaulipas, que absuelven a Treviño Morales del delito de delincuencia organizada y donde se comprueba que, de acuerdo con los testigos colaboradores, la persona detenida no es la misma persona apodada "Z40" sino otra persona con el mismo nombre. Estas resoluciones fueron confirmadas en una nueva resolución de fecha 30 de noviembre de 2023 en autos del toca penal 295/2023 dictada por el Tribunal Colegiado de Apelación del Décimo Noveno Circuito, en donde se estableció nuevamente que el detenido, de nombre Miguel Treviño Morales, no era el apodado "Z40". A la fecha la Embajada de Estados Unidos no ha respondido a estas controversias y en cambio reforzó su petición de extradición a la presidente Claudia Sheinbaum Pardo, alegando que Treviño Morales seguía en control del Cártel del Noreste.